# Jonny Gomes
Pour les articles homonymes, voir Gomes.
Jonny Johnson Gomes (né le 22 novembre 1980 à Petaluma, Californie, États-Unis) est un voltigeur de baseball qui évolue en 2016 avec les Tohoku Rakuten Golden Eagles de la Ligue Pacifique du Japon.
Gomes joue dans la Ligue majeure de baseball de 2003 à 2015. Il remporte la Série mondiale 2013 avec les Red Sox de Boston et la Série mondiale 2015 avec les Royals de Kansas City.

## Carrière

### Débuts
Jonny Gomes est repêché par les Devil Rays de Tampa Bay en 18e ronde lors de la séance de repêchage de 2001.
Le 24 décembre 2002, Gomes est hospitalisé en Californie après avoir été terrassé par une crise cardiaque. Le jeune homme de 22 ans avait ignoré les symptômes pendant plus de vingt-quatre heures avant d'être conduit à l'hôpital par sa mère. L'athlète garde depuis des cachets de nitroglycérine dans son vestiaire, dans l'éventualité où il souffrirait d'une nouvelle attaque.

### Devil Rays de Tampa Bay

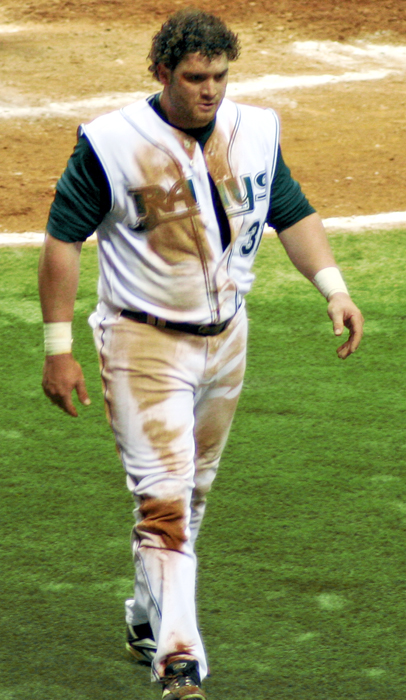
Gomes en 2007 avec les Rays.

Gomes joue son premier match dans les majeures avec les Devil Rays le 12 septembre 2003. Il frappe son premier coup sûr dans les majeures dans ce match, réussissant un double contre le lanceur David Wells des Yankees de New York à sa première présence au bâton.
Après avoir passé la majeure partie des saisons de baseball 2003 et 2004 en ligue mineure, ne disputant que quelques matchs avec le grand club, il joue sa saison recrue avec Tampa Bay en 2005. Le 26 avril, il claque son premier circuit dans les grandes ligues, un coup de trois points contre Ted Lilly des Blue Jays de Toronto.
Avec une moyenne au bâton de ,282 en 101 parties, 21 coups de circuit et 54 points produits, Gomes termine troisième derrière Huston Street et Robinson Cano au scrutin visant à élire la recrue par excellence de la saison dans la Ligue américaine.
La moyenne au bâton de Gomes chute à seulement ,216 au cours de la saison 2006, pendant laquelle les Devil Rays l'utilisent comme frappeur désigné. Il frappe néanmoins 20 circuits et améliore son record personnel de points produits, avec 59 en 117 parties jouées.
En 2007, Gomes frappe pour ,244 avec 17 circuits et 49 points produits. Il est encore une fois employé comme frappeur désigné, mais dispute plusieurs dizaines de matchs au champ extérieur.
En mars 2008, Jonny Gomes est suspendu par la MLB pour les deux premières parties de la saison régulière, après un incident survenu au camp d'entraînement lors d'un match préparatoire entre Tampa et les Yankees. Posté au champ extérieur en défensive, Gomes se rue à l'avant-champ pour s'en prendre à Shelley Duncan, des Yankees. Gomes, qui doit aussi payer une amende de 2 000 dollars pour avoir été l'un des instigateurs de la bagarre générale qui suivit, dit ne pas regretter son comportement, estimant qu'il devait défendre son coéquipier Akinori Iwamura, qui venait de recevoir un coup de crampons de Duncan lors de la glissade de ce dernier au deuxième but.
Le 5 juin 2008, une bagarre générale éclate lors d'un match entre Tampa Bay et Boston. Les deux clubs luttent pour le premier rang de leur division et l'échauffourée fait les manchettes, notamment pour la rixe à coups de poing entre le lanceur James Shields et Coco Crisp, des Red Sox. Gomes est l'un des joueurs expulsés du match, et il reçoit une suspension de cinq parties pour avoir lui-même frappé Crisp.
Éprouvant des ennuis en attaque, Gomes est cédé aux ligues mineures durant la campagne 2008 afin que le club de Tampa Bay, désormais renommé Rays, puisse insérer le jeune Ben Zobrist dans la formation. Gomes revient dans les majeures en septembre pour le dernier droit du calendrier régulier, alors que les équipes peuvent augmenter leurs effectifs à 40 joueurs, mais ne dispute aucun match en séries éliminatoires alors que les Rays remportent leur premier championnat de la Ligue américaine. Finalement, Gomes n'affiche qu'une moyenne au bâton de ,182 en 77 parties jouées pour les Rays durant cette saison, avec huit circuits et 21 points produits.

### Reds de Cincinnati
Gomes devient agent libre après la saison 2008 et signe pour un an avec les Reds de Cincinnati le 19 janvier 2009. En 98 parties à sa première année chez les Reds, il frappe pour ,267 avec 20 circuits et 51 points produits.

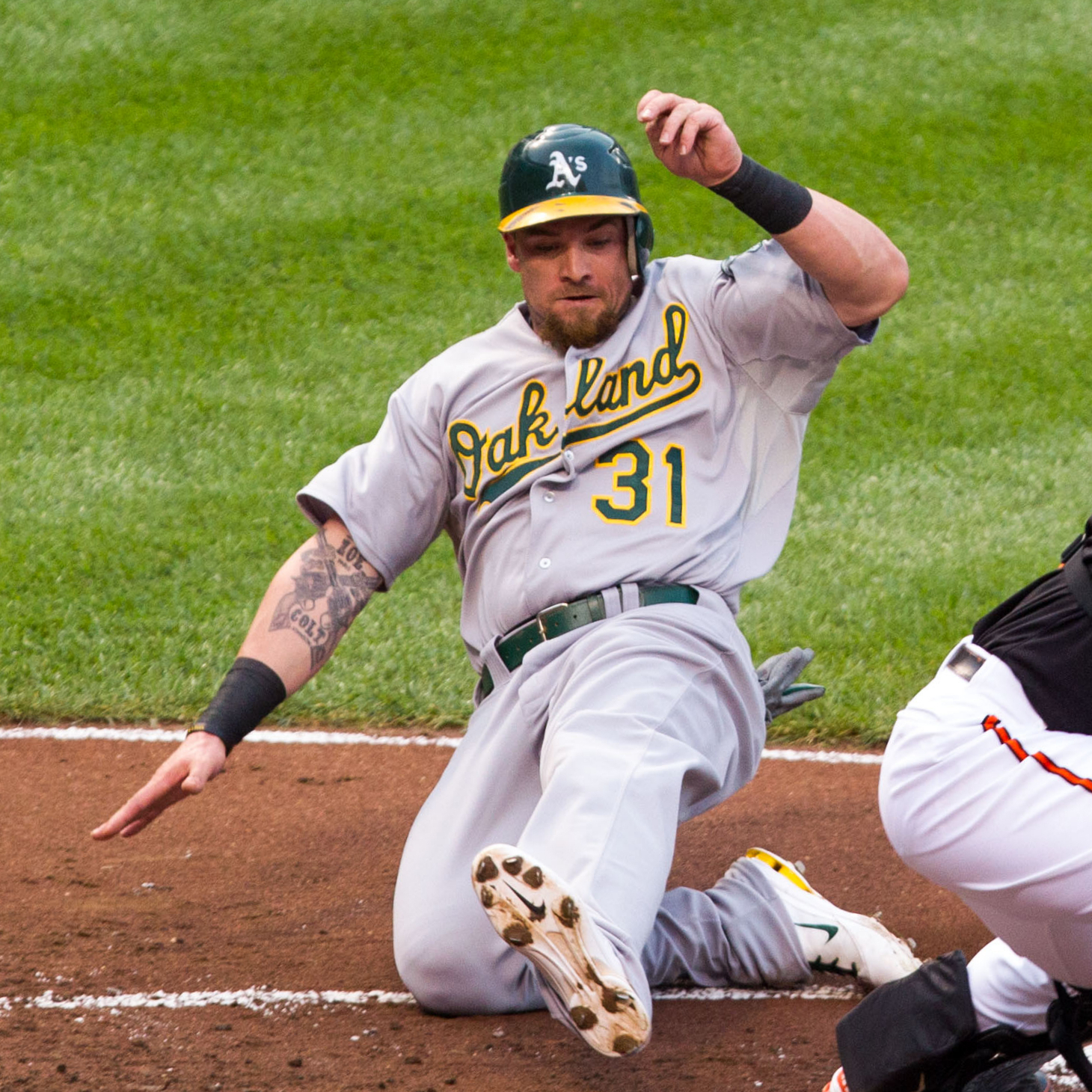
Jonny Gomes en 2012 avec les Athletics d'Oakland.

En février 2010, l'athlète de 29 ans paraphe une nouvelle entente d'une saison avec les Reds. Il fait partie du trio de voltigeurs que Cincinnati emploie sur une base régulière en 2010 et élève son jeu au niveau d'antan, améliorant ses records personnels dans la plupart des catégories offensives.

### Nationals de Washington
Le 26 juillet 2011, les Reds de Cincinnati échangent Gomes aux Nationals de Washington en retour de deux joueurs évoluant en ligues mineures : le lanceur gaucher Christopher Manno et le premier but-voltigeur Bill Rhinehart. Gomes ne frappait que pour ,211 en 77 parties à Cincinnati au moment de l'échange et il ne fait guère mieux à Washington, frappant pour ,204 dans les 43 parties suivantes. Il complète l'année 2011 avec 14 circuits, 43 points produits et une moyenne au bâton de ,209 en 120 parties jouées pour ces deux équipes.

### Athletics d'Oakland
Le 26 janvier 2012, Gomes signe un contrat d'une saison avec les Athletics d'Oakland.
Il aide les Athletics à remporter en 2012 le championnat de la division Ouest avec ses 18 circuits en 99 parties jouées. Gomes rehausse sa moyenne au bâton à ,262.

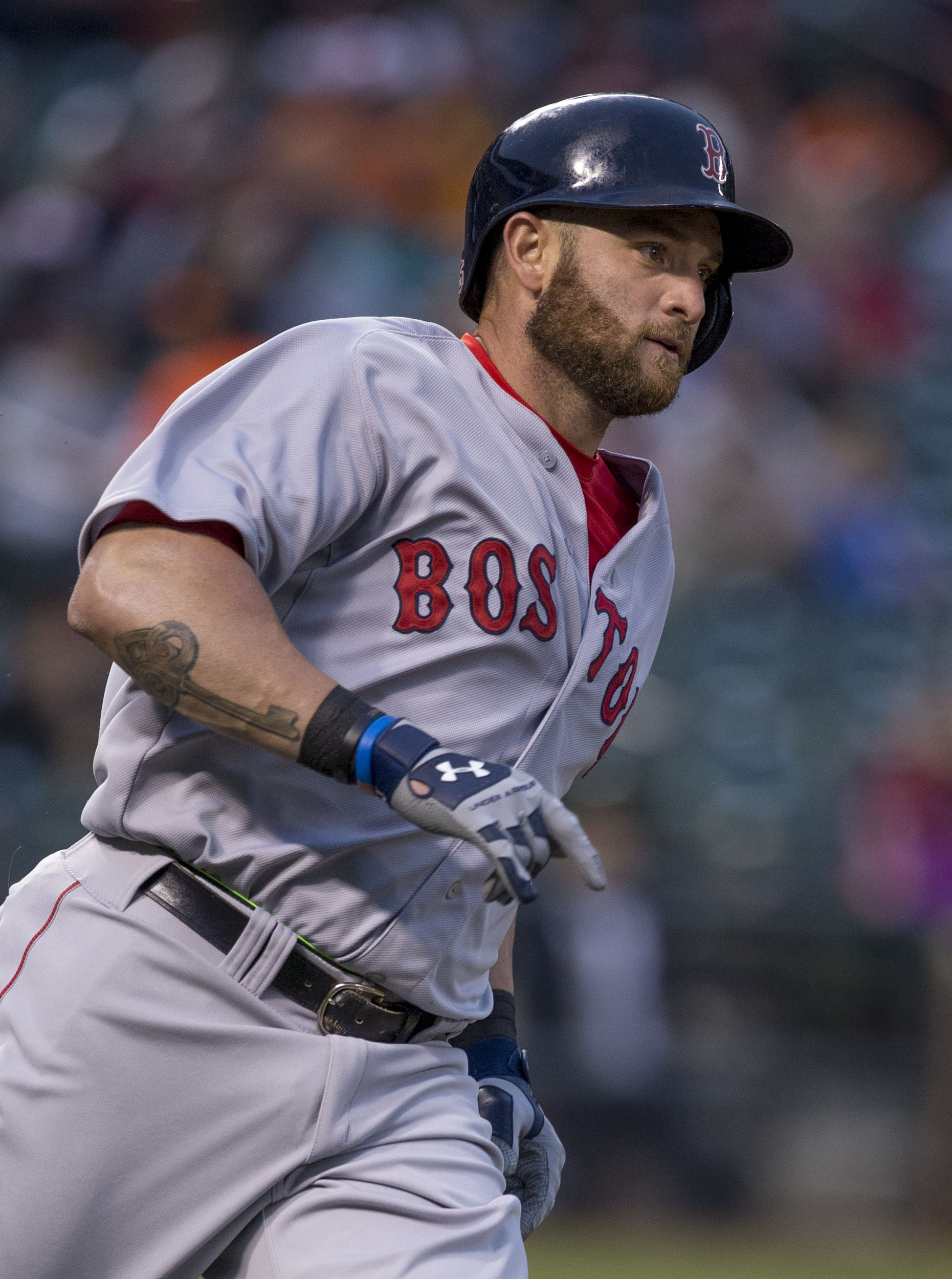
Jonny Gomes avec les Red Sox de Boston en avril 2014.

### Red Sox de Boston
Le 1er décembre 2012, il signe un contrat de deux ans et dix millions avec les Red Sox de Boston.

#### Saison 2013
En 116 matchs joués pour Boston en 2013, il maintient une moyenne au bâton de ,247 avec 13 circuits et 52 points produits. Retournant en séries éliminatoires avec sa nouvelle équipe, Gomes savoure la conquête de la Série mondiale 2013 par les Red Sox, malgré une faible contribution à l'attaque : en 15 matchs d'après-saison, il ne frappe que pour ,167. Dans le 4e match de la Série mondiale face aux Cardinals de Saint-Louis, il s'illustre cependant avec un circuit de 3 points contre le releveur Seth Maness, dans un triomphe de 4-2 des Sox.

#### Saison 2014
En 2014, Gomes compte 6 circuits, 32 points produits et affiche une moyenne au bâton de ,234 après 78 matchs pour Boston, lorsqu'il est transféré à Oakland pour un second séjour avec les A's.

### Retour chez les Athletics d'Oakland
Le 31 juillet 2014, Gomes retourne chez les Athletics d'Oakland lorsqu'il y est échangé, en compagnie de son coéquipier lanceur gaucher Jon Lester, contre le voltigeur étoile Yoenis Céspedes et un choix de repêchage.

### Braves d'Atlanta
Le 30 janvier 2015, Gomes signe un contrat d'un an avec les Braves d'Atlanta.

### Royals de Kansas City
Le 31 août 2015, Atlanta échange Gomes aux Royals de Kansas City contre le joueur d'arrêt-court des ligues mineures Luis Valenzuela. Il fait partie de l'équipe des Royals championne de la Série mondiale 2015, ajoutant une seconde bague de champion du monde en trois ans.

### Japon
Gomes rejoint en février 2016 l'équipe des Tohoku Rakuten Golden Eagles de la Ligue Pacifique du Japon.